# 발포스키아보

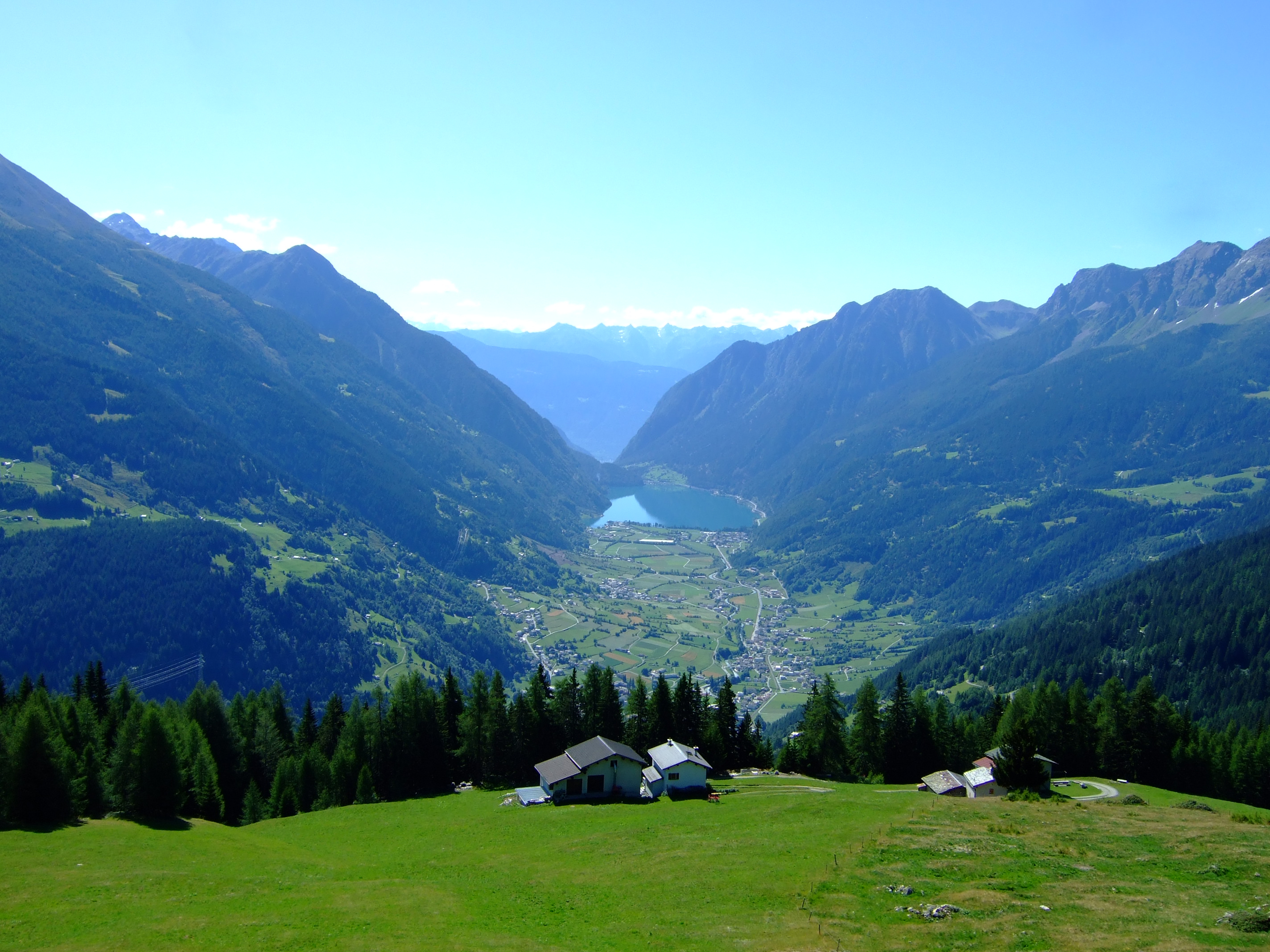
포스키아보 호수와 함께 중앙 부분

발포스키아보(이탈리아어: Val Poschiavo, 롬바르디아어: Pus'ciaf, 발음 [pʊʃˈlaːf] ( 듣기)) 또는 포스키아보 계곡은 스위스 그라우뷘덴주의 남부 이탈리아어 사용 지역에 있는 계곡이다. 주요 도시는 포스키아보이다.

## 지리
발포스키아보는 베르니나 고개를 통해 북쪽의 상부 엥가딘 계곡에서 그리고 리비뇨 고개를 통해 리비뇨의 이탈리아 코무네에서 도달할 수 있다. 남쪽에서는 계곡 끝의 캄포콜로뇨 마을까지 뻗어 있으며 이탈리아 마을인 티라노와 직접 접해 있다. 베르니나 고개 아래에서 발 다 캄프 산 계곡은 북동쪽에 있는 발비올라 고개까지 이어진다.
계곡은 포스키아보 호수를 통해 흐르는 포스키아비노강에 의해 배수된다. 그 분지의 작은 호수에는 비앙코 호수, 사오세오 호수 및 발비올라 호수가 있다. 계곡은 북쪽에서 남쪽으로 고도 2,300m에서 550m로 내려가며 다양한 고도대를 통과한다. 베르니나산맥과 리비뇨 알프스의 주변 산에는 피츠 팔뤼(3,901m), 피츠 캄브레나(3,606m), 피츠 바루나(3,453m), 피츠 레갈프(2,959m)가 있다.

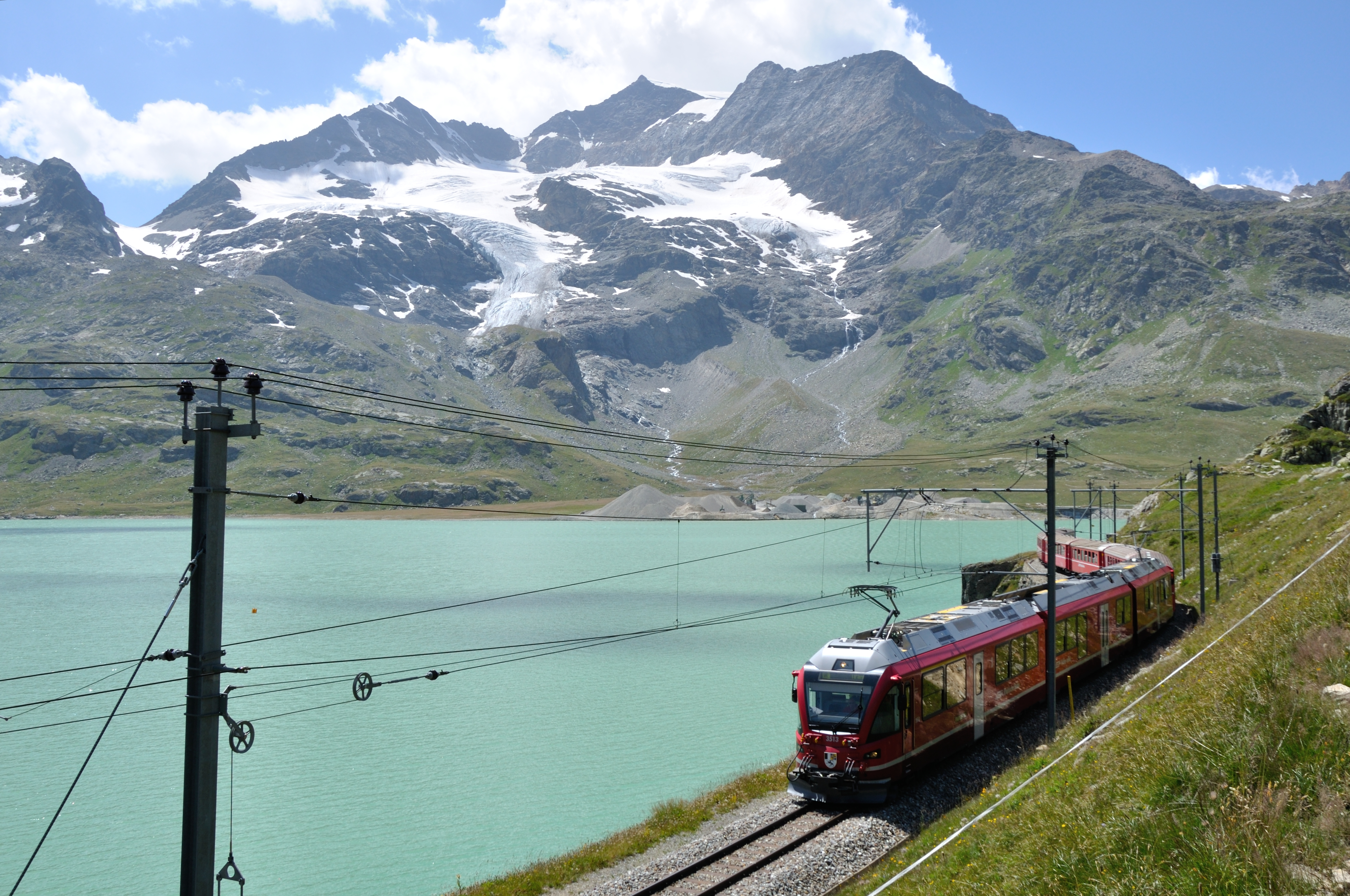
비앙코 호수를 지나가는 베르니나 익스프레스 차량, 오스피조 베르니나역 근처

티라노에서 베르니나 고개를 지나 엥가딘 폰트레시나 및 생모리츠 지역으로 가는 미터궤 베르니나 철도는 이탈리아와 동부 스위스를 연결하는 유일한 철도이다. 협궤 래티셰 철도의 분기점으로 유럽에서 가장 높은 고도의 접착식 철도 노선이며, 2008년부터 알불라 철도와 함께 유네스코 세계 문화 유산으로 지정되었다.
발포스키아보, 포스키아보 및 브루시오의 두 지자체는 그라우뷘덴주의 베르니네 지역을 형성한다. 현지 롬바르디아어로 된 이름에는 미라라고, 라라시가, 캄파시오, 잘렌데, 비아노, 카바이오네, 캄포콜로뇨, 프라다, 산카를로, 프리빌라스코, 산탄토니오, 안눈지아타, 파그논치니, 칸토네, 리쿠르트, 스파추, 뮈레다, 모타, 콜로냐, 카발리아, 페데코스타 및 앙겔리 쿠스토디 등이 있다.